# LocalWiki
LocalWiki é um projeto colaborativo que visa coletar e abrir o conhecimento local do mundo. O projeto LocalWiki foi fundado pelos criadores do DavisWiki Mike Ivanov e Philip Neustrom e é uma organização sem fins lucrativos 501(c)(3) com sede em San Francisco, Califórnia. LocalWiki é o nome do projeto e o software que executa os sites do projeto.

## História
Em 2004, Ivanov e Neustrom iniciaram o DavisWiki, um projeto experimental para coletar e compartilhar informações locais sobre a cidade de Davis, Califórnia, editáveis por qualquer pessoa. Tornou-se um wiki da comunidade grande e ativo. Segundo seus fundadores, pelo menos metade dos moradores locais o utilizam. O projeto LocalWiki visa fornecer "memória institucional" e contexto para notícias locais. LocalWiki é construído no framework Django em Python.
Em junho de 2010, a LocalWiki ganhou uma doação de US$ 350.000 do Knight News Challenge. Depois de ganhar a doação para desenvolver o software, eles executaram um projeto Kickstarter para arrecadar US$ 25.000 para ajudar a financiar a divulgação, o que foi bem-sucedido.
Em dezembro de 2011, o projeto anunciou sua primeira "comunidade de foco", Denton, Texas. Sua segunda comunidade de foco foi a região do Triângulo de Durham, Carolina do Norte, com contribuições iniciais sobre infraestrutura de transporte e parques, e o objetivo de compilar informações sobre eventos históricos. Uma organização sem fins lucrativos em Tallahassee, Flórida, ajudou a iniciar a TallahasseeWiki com o conhecimento dos moradores. O projeto LocalWiki para Oakland, Califórnia, é apoiado por voluntários que se encontram pessoalmente para colaborar com informações históricas.
Em 2012, a equipe LocalWiki montou um mapa abrangente em alta definição do continente Antártico, disponível em "Open Antarctica", uma instância LocalWiki para a Antártida. Neustrom explicou que o mapa foi "reunido a partir de imagens aéreas da NASA e conjuntos de dados costeiros muito difíceis de encontrar".
Em abril de 2015, a Idmloco se concentrou em Davis LocalWiki como parte de uma operação de relações públicas para a chanceler da UC Davis, Linda PB Katehi.

## Funcionalidade
O software LocalWiki inclui uma interface de edição WYSIWYG para ajudar a simplificar a edição. Também inclui recursos de mapeamento: cada artigo pode ter um mapa anotado associado e o site possui um mapa geral com essas anotações.

## Comunidades locaisWiki notáveis
A partir de 2013, as principais comunidades LocalWiki incluem Santa Cruz County, Califórnia; Oakland, Califórnia; Raleigh-Durham, Carolina do Norte; Denton, Texas;  Ann Arbor, Michigan e Tóquio, Japão.